# Adonis Hilario
Adonis Hilario Vieira (Brasil, 10 de octubre de 1964) es un exfutbolista brasileño, era delantero y  jugó la mayor parte de su carrera en el Deportivo Saprissa de Costa Rica, durante las décadas de 1980 y 1990.

## Trayectoria
La carrera deportiva la inició en 1983, jugando para las ligas menores del Friburguense. En 1985 llegó al Botafogo y un año después se trasladó a Costa Rica. Jugó para el Club Sport Herediano durante unos meses de la temporada 1986 y en 1987 pasó a la Asociación Deportiva Guanacasteca.
Firmó para el Deportivo Saprissa en 1988 donde ganó tres campeonatos nacionales, así como una Copa de Campeones de la CONCACAF. 
Cuando dejó las filas del Saprissa, Adonis se fue a México para jugar con los Tecos de Guadalajara (una temporada); más tarde pasó a de El Salvador, donde actuó con el Águila. También jugó en Olimpia de Honduras (con los catrachos jugó una campaña y volvió a ganar el cetro) y Sacachispas de Guatemala.
Fue el máximo goleador del torneo de primera división de Costa Rica en el Campeonato de 1991, en el que anotó 26 goles.
Después de retirarse en 1998, comenzó a entrenar en el sistema de ligas menores de Saprissa.

## Palmarés

### Títulos nacionales
| Título                         | Equipo             | País       | Año  |
| ------------------------------ | ------------------ | ---------- | ---- |
| Primera División de Costa Rica | Deportivo Saprissa | Costa Rica | 1988 |
| Primera División de Costa Rica | Deportivo Saprissa | Costa Rica | 1989 |
| Primera División de Costa Rica | Deportivo Saprissa | Costa Rica | 1994 |

### Títulos internacionales
| Título                           | Equipo             | Año  |
| -------------------------------- | ------------------ | ---- |
| Copa de Campeones de la Concacaf | Deportivo Saprissa | 1993 |